# كريس أبراهامز
كريس أبراهامز (بالإنجليزية: Chris Abrahams)‏ هو عازف بيانو أسترالي، ولد في 9 أبريل 1961 في أوامرو ‏ في نيوزيلندا.

## وصلات خارجية
- كريس أبراهامز على موقع IMDb (الإنجليزية)
- كريس أبراهامز على موقع ميوزك برينز (الإنجليزية)
- كريس أبراهامز على موقع أول ميوزيك (الإنجليزية)
- كريس أبراهامز على موقع ديسكوغز (الإنجليزية)